# فورشتات
فورشتات (بالألمانية: Wörrstadt) هي بلدة ألمانية تقع في راينلند بالاتينات في ألمانيا. يقدر عدد سكانها بـ 7,604 نسمة .